# Alan Gow
Pour les articles homonymes, voir Gow.
Alan Gow est un footballeur écossais, né le 9 octobre 1982, à Clydebank en Écosse. Il joue au poste de milieu offensif.

## Carrière en club

### Juniors
Après avoir commencé avec l'équipe junior de Clydebank (une ville proche de Glasgow), Alan Gow rejoint l'équipe d'Airdrie United. Il y reste trois ans, jouant en tout 98 matchs et marquant 26 buts (84 matchs en championnat pour 25 buts). Il participe à l'accession de ce club à la Scottish Second division (l'équivalent de la 3e division). 

### Falkirk
Il rejoint ensuiteFalkirk en juin 2005, où il devient progressivement un membre important de l'équipe première, participant de manière active au maintien du club en Premier League (l'équivalent de la 1re division).
Ses performances avec Falkirk lui valent l'intérêt des deux clubs de Glasgow, les Rangers et le Celtic, ainsi que d'Hibernian, d'Aberdeen et du club anglais des Wolverhampton Wanderers. Sa préférence est donnée aux Rangers, équipe qu'il supportait étant jeune.

### Rangers
Le 26 janvier 2007, Falkirk refuse une offre de 100 000 £ (soit environ 132 000 €) de la part des Rangers pour Alan Gow. Le manager de Falkirk, John Hughes, réclamait un montant de l'ordre d'un demi-million de £ (soit environ 660 000 €). Toutefois, l'échéance de son contrat prévue pour juin 2007 a amené les Rangers à ne pas faire de surenchère et à attendre de pouvoir faire signer le joueur librement six mois plus tard. Alan Gow signa alors avec les Rangers un pré-contrat de trois ans qui l'autorisait à rejoindre le club de Glasgow pendant l'été.
Ayant reçu une permission spéciale de Falkirk, il put même participer à des matches amicaux avec sa nouvelle équipe quelque temps avant l'échéance officielle de son contrat avec son ancien club. Il porta ainsi pour la première fois les couleurs des Rangers contre les Los Angeles Galaxy, dans un match amical au Home Depot Center à Carson, en remplaçant à la mi-temps son coéquipier Nacho Novo.
Son premier match officiel pour les Rangers n'a eu lieu que quatre mois plus tard, dans une rencontre de Coupe de la Ligue, le 26 septembre 2007, contre East Fife (victoire 4-0).
Le 17 juin 2008, les Rangers firent une offre au club anglais de Burnley, qui l'accepta, pour acheter le buteur Kyle Lafferty en échange d'Alan Gow plus 3 millions de £ (soit environ 3.960.000 €). Alan Gow n'accepta pas son transfert vers Burnley et choisit de rester aux Rangers. Le transfert de Kyle Lafferty se fit tout de même grâce à une offre réévaluée des Rangers.
Le 24 juin 2008, les Rangers acceptèrent une offre de 250 000 £ (soit environ 330 000 €) de la part du club anglais de Norwich City pour le transfert d'Alan Gow.

### Motherwell
Le 15 janvier 2011, Gow est prêté jusqu'à la fin de la saison au club anglais de Notts County.

## Carrière internationale
Alan Gow est sélectionnable pour l'Écosse. Il ne compte, à l'heure actuelle, aucune cape chez les A.
Il a, par contre, été retenu par Alex McLeish pour une sélection en équipe d'Écosse B, contre la Finlande, le 30 janvier 2007, à Kilmarnock. Ayant démarré le match comme remplaçant, il entra en cours de partie et inscrivit un but.